# Joonas Suotamo
Joonas Viljami Suotamo (ur. 3 października 1986 w Espoo) – fiński aktor i koszykarz, znany głównie z roli Chewbakki w trzech filmach z serii Gwiezdne wojny (przejmując rolę po Peterze Mayhewie) – Ostatni Jedi, Han Solo: Gwiezdne wojny – historie i Skywalker. Odrodzenie. Uprzednio pojawił się także jako dubler Petera Mayhewa w filmie Gwiezdne wojny: Przebudzenie Mocy. W 2022 roku pojawił się w serialu Willow, kontynuacji filmu Willow z 1998 roku, zagrał także rolę Kelnakki, mistrza Jedi w serialu Gwiezdne Wojny: Akolita (2024).
Ma 208 cm wzrostu.

## Filmografia
| Filmy |                                       |                             |                                   |
| Rok   | Tytuł                                 | Reżyser                     | Rola                              |
| ----- | ------------------------------------- | --------------------------- | --------------------------------- |
| 2015  | Gwiezdne wojny: Przebudzenie Mocy     | J.J. Abrams                 | Chewbacca (dubler Petera Mayhewa) |
| 2017  | Gwiezdne wojny: Ostatni Jedi          | Rian Johnson                | Chewbacca                         |
| 2018  | Han Solo: Gwiezdne wojny – historie   | Ron Howard                  | Chewbacca                         |
| 2019  | Gwiezdne wojny: Skywalker. Odrodzenie | J.J. Abrams                 | Chewbacca                         |
| 2022  | Willow (serial tv)                    | Jonathan Kasdan (twórca)    | The Scourge                       |
| 2024  | Gwiezdne Wojny: Akolita               | Leslye Headland (twórczyni) | Kelnacca                          |